# Joachim Dreifke
Joachim Dreifke, född 26 december 1952 i Greifswald i Tyskland, är en östtysk roddare.
Han tog OS-guld i dubbelsculler i samband med de olympiska roddtävlingarna 1980 i Moskva.